# Dawn of Demise
Dawn of Demise ist eine dänische Death-Metal-Band aus Silkeborg, die im Jahr 2003 gegründet wurde.

## Geschichte
Die Band wurde gegen Ende des Jahres 2003 gegründet. Kurze Zeit später folgten bereits die ersten Auftritte zusammen mit Gruppen wie Suffocation, Nile, Six Feet Under, Deicide, Exodus, Psycroptic und Yyrkoon. Zudem nahm die Band ihr Debütalbum namens Hate Takes Its Form in einem kleinen Studio in ihrer Heimatstadt auf. Als Gastsänger war zudem Jakob Bredahl (Hatesphere) auf dem Album vertreten. Abgemischt und gemastert wurde das Album von Jacob Hansen in seinen Hansen Studios. Nachdem die Band einen Vertrag bei Deepsend Records unterzeichnet hatte, erschien das Album bei diesem Label im Jahr 2007. Für die nächsten beiden Alben A Force Unstoppable (2010) und Rejoice in Vengeance (2012) wechselte die Band zu Unique Leader Records.

## Stil
Laut der Myspace-Seite der Band wurde die Gruppe durch Künstler wie Suffocation, Nile, Six Feet Under, Pyrexia, Internal Bleeding und älteren Cannibal Corpse beeinflusst. Florian Krapp vom Metal Hammer ordnete Hate Takes Its Form dem Brutal Death Metal zu, wobei der gutturale Gesang extrem tief sei. In den Liedern finde man zudem viele Breakdowns, sowie variantenreiche Soli vor. Zudem gebe es neben schnellen Passagen auch einige ruhige Sekunden.

## Diskografie
- 2006: …and Blood Will Flow (Demo, Eigenveröffentlichung)
- 2007: Hate Takes Its Form (Album, Deepsend Records)
- 2008: Lacerated (EP, Deepsend Records)
- 2010: A Force Unstoppable (Album, Unique Leader Records)
- 2012: Rejoice in Vengeance (Album, Unique Leader Records)
- 2016: The Suffering (Album, Unique Leader Records)
- 2019: Into The Depths of Veracity (Album, Unique Leader Records)